# Venă dorsală superficială a penisului

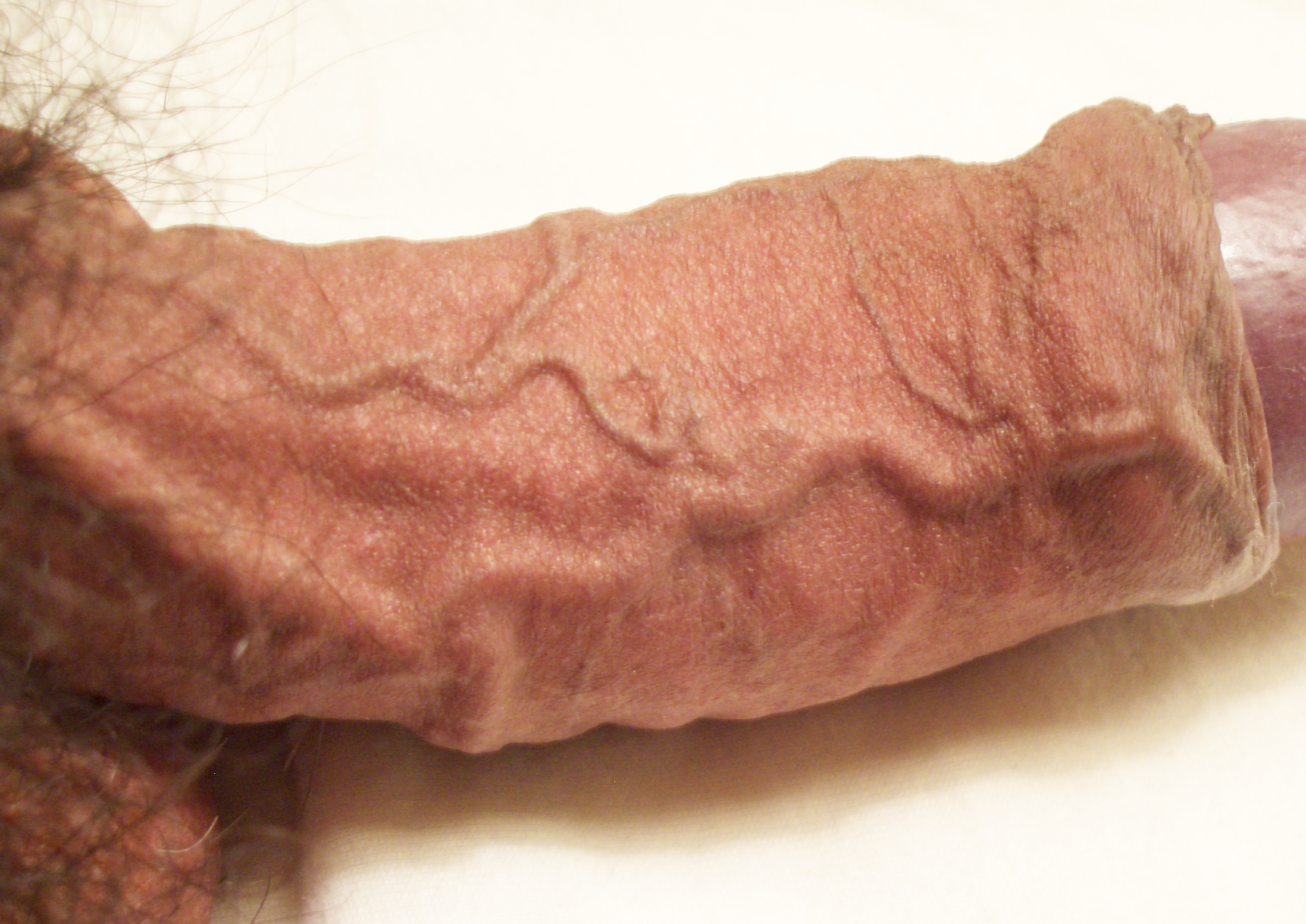
Vasele sanguine superficiale ale penisului uman

Vena dorsală superficială a penisului drenează prepuțul și pielea penisului și, mergând înapoi în țesutul subcutanat, se înclină spre dreapta sau spre stânga și se deschide în vena pudendală externă corespunzătoare, afluent al venei safene mari. 
Spre deosebire de vena dorsală profundă, aceasta se află în afara fascii lui Buck. 
Este posibilă ruperea venei, care se prezintă într-un mod similar cu fractura de penis. 

## Imagini suplimentare

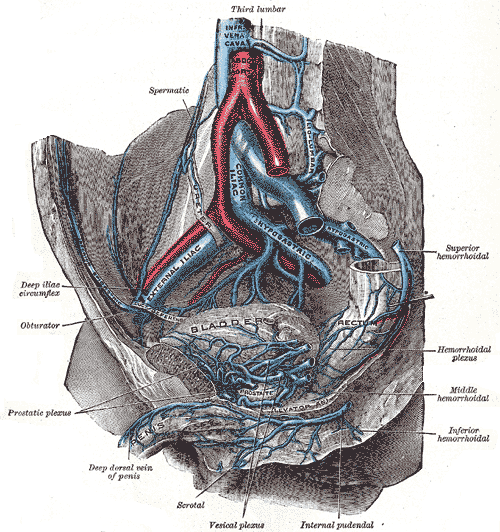
Venele jumătății drepte a pelvisului masculin.
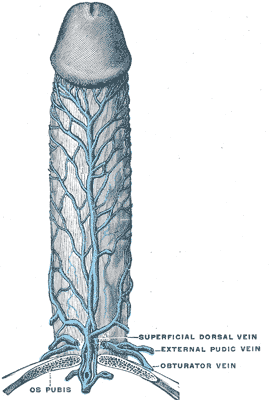
Venele penisului.
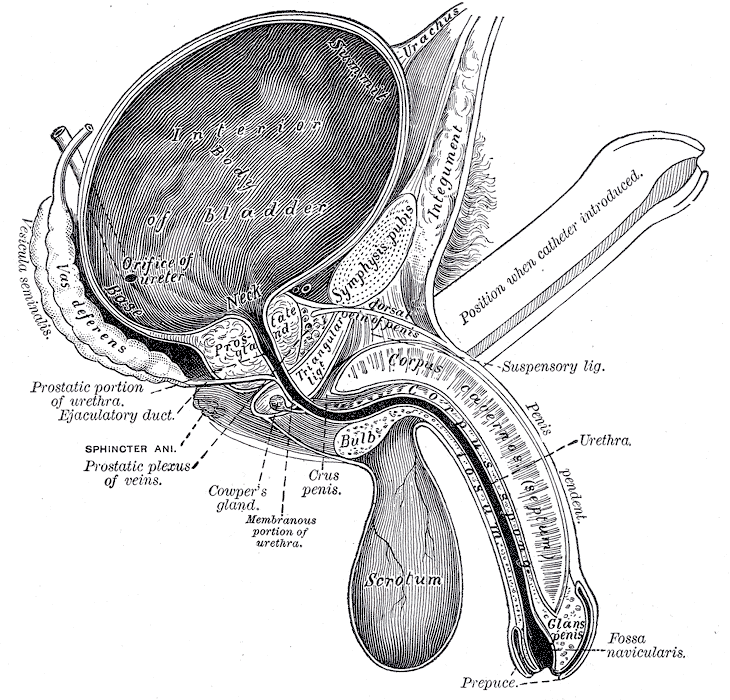
Secțiunea verticală a vezicii urinare, a penisului și a uretrei.
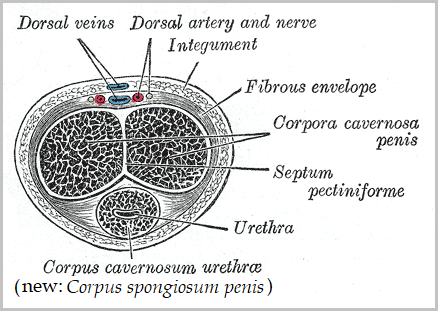
Secțiunea transversală a penisului.
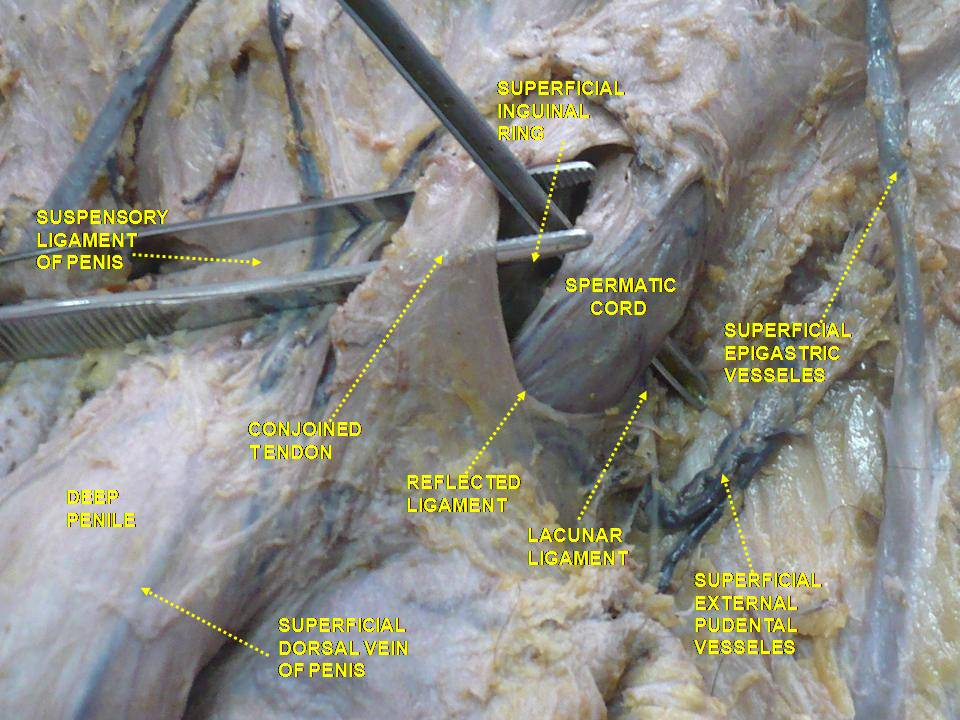
Peretele abdominal anterior, disecția intermediară.

## Vezi și
- Vene dorsale superficiale ale clitorisului